# Sergio Sánchez Morán
Sergio Sánchez Morán   (Reus, 1984) és un programador i dibuixant de còmics espanyol. Va començar a editar el seu primer webcómic, ¡Eh, tío!, a l'abril de 2005. Des de llavors ha compaginat continuar publicant-lo ininterrompudament amb altres projectes, entre els quals destaca fer el guió del webcòmic El Vosque entre 2009 i 2015, reconegut amb el premi al Millor Webcòmic en el Expocómic de Madrid en 2012. i la secció de la revista El Jueves  Anunciado en Televisión. Aquests dos últims projectes així com una de les sèries d'¡Eh, tío! han estat editats en paper com a àlbums recopilatoris.